# Ceratophysella tomosvaryi
Ceratophysella tomosvaryi är en urinsektsart som beskrevs av Imre Loksa 1964. Ceratophysella tomosvaryi ingår i släktet Ceratophysella och familjen Hypogastruridae. Inga underarter finns listade i Catalogue of Life.